# Саванен варан
Саванен варан (Varanus exanthematicus) е вид влечуго от семейство Варанови (Varanidae). Видът не е застрашен от изчезване.

## Разпространение и местообитание
Разпространен е в Бенин, Буркина Фасо, Гамбия, Гана, Гвинея, Гвинея-Бисау, Демократична република Конго, Етиопия, Камерун, Кения, Кот д'Ивоар, Либерия, Мавритания, Мали, Нигер, Нигерия, Сенегал, Сиера Леоне, Того, Уганда, Централноафриканска република, Чад и Южен Судан.
Обитава гористи местности, пустинни области, места с песъчлива почва, ливади, савани, крайбрежия и плажове.

## Описание
Продължителността им на живот е около 12,7 години.